# هانز يورج كروفسكي
هانز يورج كروفسكي (بالإنجليزية: Hans-Jörg Kreowski)‏ (من مواليد 10 أغسطس 1949) وهو أستاذ في علم الحاسوب في جامعة بريمن في شمال غرب ألمانيا. مجال أبحاثه الأساسي هو علم الحاسوب النظري الذي يركز على التحويل البياني، والمواصفات الجبرية، ومعالجة الصور النحوية. وهو أيضًا عضو في منتدى علماء الكمبيوتر من أجل السلام والمسؤولية الاجتماعية (FIfF).

## تعليمه وعمله
درس هانز يورج كرويسكي الرياضيات من عام 1969 إلى عام 1974 في جامعة برلين للتكنولوجيا بألمانيا بمنحة دراسية. من عام 1974 إلى عام 1978، عمل كمساعد باحث في قسم علوم الكمبيوتر في جامعة برلين للتكنولوجيا حيث كتب أطروحة الدكتوراه حول التلاعب في تحويلات الرسم البياني، ثم شغل منصب أستاذ مساعد. حصل على شهادة التأهل للأستاذية في عام 1982 وعين أستاذًا في علم الحاسوب النظري في جامعة بريمن في ألمانيا في العام نفسه، وهو المنصب الذي لا يزال يحتفظ به. هناك، جنبا إلى جنب مع فريدر نايك، وولفغانغ كوي، كلاوس بيتر لوهر وهيرمان جيرينج، عمل بشكل كبير في تطوير قسم علوم الكمبيوتر.
في عام 1985، كان كروفسكي باحثًا في شركة IBM T.J. مركز أبحاث توماس جون واتسون في مرتفعات يوركتاون (نيويورك، الولايات المتحدة الأمريكية). أسس مجموعة العمل 1.3 IFIP الجمعية الدولية لمعالجة المعلومات (أسس مواصفات الأنظمة) في عام 1992 وكان أول رئيس لها حتى عام 1997. وهو أيضًا عضو في الجمعية الأوروبية لعلوم الكمبيوتر النظرية (EATCS)، وعضو في مجتمع علوم الكمبيوتر، ومنتدى الكمبيوتر من أجل السلام في الفترة من 2003 إلى 2009. في عام 1996 حصل على جائزة الخدمة المتميزة من الاتحاد الدولي لتجهيز المعلومات، وفي عام 2001 حصل على جائزة الجمعية الدولية لمعالجة المعلومات (IFIP) الفضية. منذ عام 2013، كان هانز يورج كرويسكي عضوا ً في شركة لايبنيز للمحاماة.

## أبحاثه
قام كيروفسكي بتأليف أكثر من 160 منشورًا علميًا مع مساهمات أساسية لنظرية وتطبيقات التحويل البياني، وتوليد الصور النحوية، والمواصفات الجبرية. شارك في تحرير أكثر من 15 كتابًا، من بينها كتابان حول التحول البياني. تغطي الكتب المحررة مجالات أبحاثه الرئيسية وموضوعات متنوعة مثل علوم الكمبيوتر والمجتمع، والخدمات اللوجستية، والأساليب الرسمية في نمذجة البرمجيات والنظم. لسنوات عديدة كان رئيس تحرير «عمود المسائل التعليمية» ضمن نشرة الرابطة الأوروبية لعلوم الكمبيوتر النظرية.

## وصلات خارجية
- Kreowski's home page
- Forum of Computer Scientists for Peace and Social Responsibility (in German)
- Leibniz-Sozietät (in German)